# Chhitaha
Chhitaha – gaun wikas samiti we wschodniej części Nepalu w strefie Kośi w dystrykcie Sunsari. Według nepalskiego spisu powszechnego z 2001 roku liczył on 1632 gospodarstw domowych i 8822 mieszkańców (4357 kobiet i 4465 mężczyzn).